# Dmosin Drugi
Dmosin Drugi – wieś w Polsce położona w województwie łódzkim, w powiecie brzezińskim, w gminie Dmosin.
| SIMC    | Nazwa      | Rodzaj    |
| ------- | ---------- | --------- |
| 0726731 | Karolew    | część wsi |
| 0726748 | Wierzbówka | część wsi |
| 0726754 | Wincentów  | część wsi |

W latach 1975–1998 miejscowość administracyjnie należała do województwa skierniewickiego.
W miejscowości znajduje się zabytkowy młyn nad Mrogą.